# Henryk Priebe
Henryk Priebe (ur. 22 grudnia 1884 w Poznaniu, zm. 20 czerwca 1966 w Obrzycku) – polski malarz, powstaniec wielkopolski.

## Życiorys
W czasie I wojny światowej służył przymusowo w armii pruskiej. Walczył we Francji od 1914 do 1918, a po powrocie do Polski wziął udział w powstaniu wielkopolskim. Był uczestnikiem walk w Poznaniu, a potem wstąpił do 1. pułku ułanów Wielkopolskich. Następnie walczył bolszewikami w 1920. 

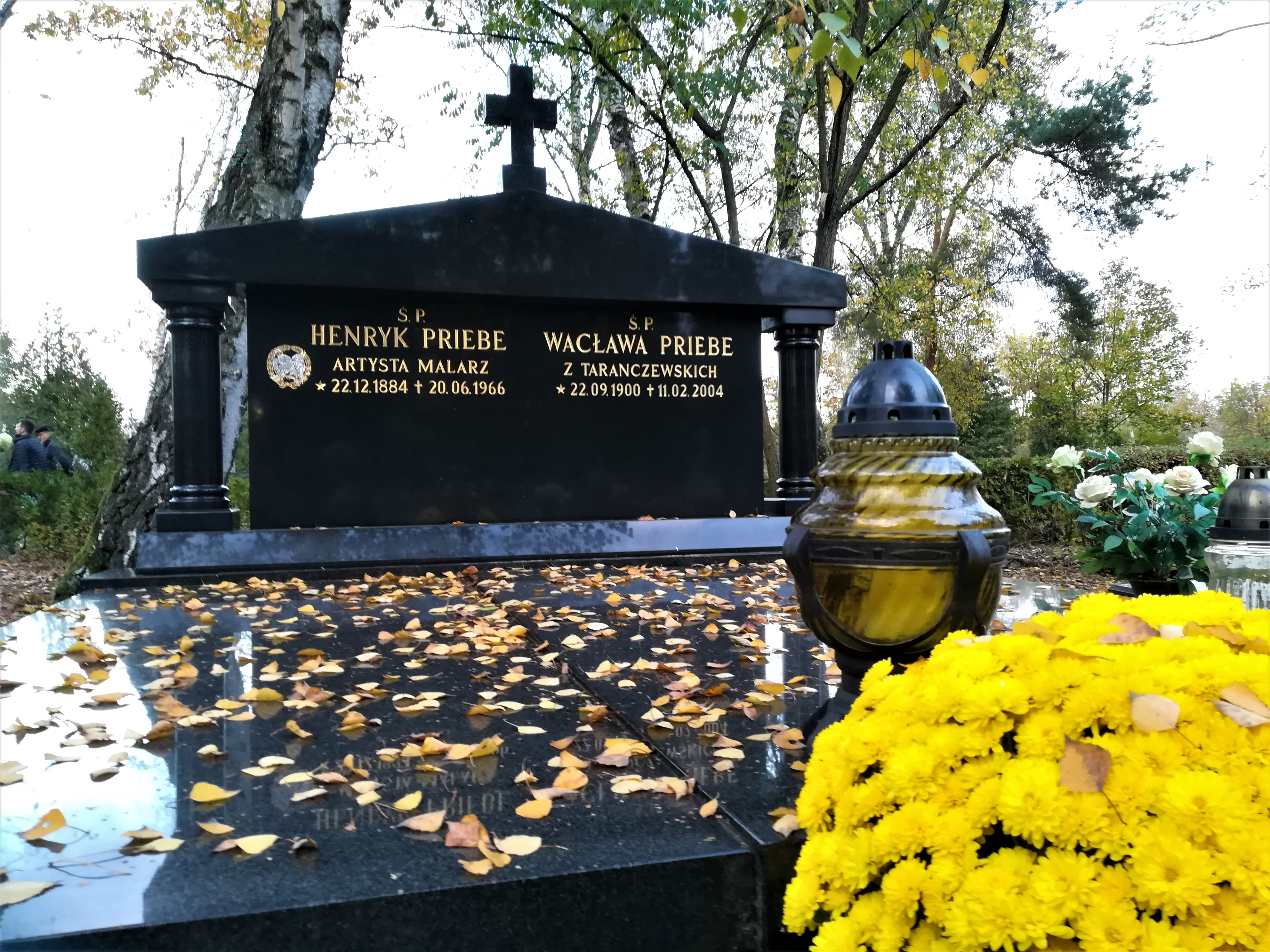
Grób na cmentarzu junikowskim w Poznaniu

Studiował malarstwo w Krakowie, na Uniwersytecie Jagiellońskim, pod kierunkiem prof. Stefana Filipkiewicza. Od 1933 do 1966, czyli do śmierci, mieszkał w Obrzycku (wyjątkiem był czas okupacji niemieckiej). W mieście tym tworzył swoje obrazy oraz prowadził zakład fotograficzny przy ul. Dworcowej. Specjalizował się w malarstwie pejzażowym (m.in. okolice Obrzycka) i portretowym. Przedmiotem jego twórczości był również folklor Ziemi Szamotulskiej.
Był współzałożycielem Towarzystwa Byłych Żołnierzy 1. Pułku Ułanów Wielkopolskich (15. Pułku Ułanów Poznańskich).